# Dia Europeu de Cultura Jueva
El Dia Europeu de la Cultura Jueva és un esdeveniment celebrat a 30 estats d'Europa amb l'objectiu d'organitzar les activitats relacionades amb la cultura jueva i exposar-ne al públic el seu patrimoni cultural i històric a més a més de promoure i crear consciència de la cultura jueva a la societat en els països en què aquest esdeveniment té lloc. Aquests objectius es justifiquen, segons els organitzadors, en la necessitat d'assolir una major consciència de la cultura, la tradició i la vida de les diferents comunitats que viuen al mateix país o la ciutat ajuda a conèixer el "altre", i, per tant, enfortir la comunicació i el diàleg entre cultures al país. Les activitats són coordinades per l'Associació Europea per a la Preservació i Promoció de la Cultura Jueva (AEPJ), el Consell Europeu de Comunitats Juevas, B'nai B'rith Europa i la Xarxa de Calls d'Espanya.
La iniciativa, que va néixer com a resposta a l'interès sobre la cultura jueva a la regió que venien demostrant alguns turistes, va començar l'any 1996 a la B'nai B'rith, a Estrasburg, a la regió francesa d'Alsàcia. L'any 2000, es va crear una associació entre la B'nai B'rith, el Consell Europeu de Comunitats Juevas i la Xarxa de Calls d'Espanya. Aquest dia, les exposicions, concerts, conferències, xerrades i excursions estan organitzades en molts països europeus. Es tracten temes com ara els barris jueus (Calls) o la coexistència de cultures, mentre es presenten exposicions d'escultura, pintura, impressió, música i objectes religiosos jueus.

## Dies de celebració
- 1999: 5 de setembre
- 2000: 6 de setembre
- 2001: 6 de setembre - "El judaisme i les Arts"[5]
- 2002: 6 de setembre - "Calendari Jueu i celebracions en Art, Música i Gastronomia"
- 2003: 6 de setembre - "Pessa'h"
- 2004: 6 de setembre - "El judaisme i l'educació"
- 2005: 6 de Setembre - "L'herència de la cuina jueva"
- 2006: 6 de setembre - "L'Itinerari Europeu del Patrimoni Jueu"
- 2007: 8 de setembre - "Testimonis"
- 2008: 4 de setembre - "Música jueva"
- 2009: 6 de setembre - "Festes i tradicions jueves"